# HD 78791
HD 78791，又名CP-72 779，SAO 256582、HR 3643，是一颗恒星，视星等为4.48，位于銀經287.83，銀緯-16.77，其B1900.0坐标为赤經9h 4m 53s，赤緯-72° -16.77′ 1″。